# Farmaceutski botanički vrt »Fran Kušan«
Farmaceutski botanički vrt »Fran Kušan« jest botanički vrt u Zagrebu koji je osnovao Fran Kušan. Nalazi se iznad Gupčeve zvijezde i Rockfellerove ulice, na kraju slijepe Schrottove ulice u Zagrebu i zapadno od Alagovićeve ulice koja vodi skoro do južne granice zagrebačkoga groblja Mirogoja. Prostire se na nekoliko hektara blago položenog zemljišta.
Botanički vrt je sastavnica Farmaceutsko-biokemijskoga fakulteta Sveučilišta u Zagrebu.
Nakon smrti prof. dr. sc. Frana Kušana 1972. godine, Zlatan Martinis preuzeo je dužnost predstojnika Zavoda za farmaceutsku botaniku Farmaceutsko-biokemijskoga fakulteta Sveučilišta u Zagrebu, a time i brigu o održavanju, razvitku i dobrobiti Botaničkoga vrta.
U vrtu raste više stotina različitih vrsta ljekovitog bilja koje su sa svojih istraživačkih putovanja donosili suradnici Zavoda, prvenstveno Fran Kušan i Zlatan Martinis. Dio biljaka zasađen je iz sjemena koje su ostavljali i poklanjali ili slali inozemni prijatelji, suradnici i poznanici.
U Farmaceutskom botaničkom vrtu uzgaja se isključivo ljekovito bilje, koje služi studentima i profesorima u nastavi i na vježbama iz nekoliko farmaceutskih, botaničkih i drugih sličnih kolegija.
Martinis je u više navrata uspio spriječiti spajanje s Botaničkim vrtom PMF-a u Zagrebu i pretvaranje vrta u građevinsko zemljište.

## Vanjske poveznice
- Službena stranica (hrv.)